# Decticus
Genre
Decticus (les dectiques), est un genre de sauterelles de la famille des Tettigoniidae.

## Distribution
Les espèces de ce genre se rencontrent en Europe, en Afrique du Nord et en Asie. 

## Liste des espèces
Selon Orthoptera Species File (17 mars 2014) :
- Decticus albifrons (Fabricius, 1775) - le Dectique à front blanc
- Decticus annaelisae Ramme, 1929
- Decticus extinctus† (Germar, 1837)
- Decticus hieroglyphicus Klug, 1829
- Decticus nigrescens Tarbinsky, 1930
- Decticus verrucivorus (Linnaeus, 1758) - le Dectique verrucivore

## Publication originale
- Serville, 1831 : Revue Méthodique des insectes de l'ordre des Orthoptères. Annales des Sciences Naturelles, vol. 22, p. 134-162.